# Nagy Dániel (politikus)
Nagy Dániel (Szentes, 1910. augusztus 24. – Budapest, 1983. október 31.) gazdasági vezető,  országgyűlési képviselő, az Elnöki Tanács tagja (1949 és 1971 között), illetve helyettes elnöke (1949 és 1963 között).

## Életpályája
1945-ben részt vett a földosztásban, az ekkor kapott földjén gazdálkodott. 1947–1948-ban mint az FKgP tagja, országgyűlési pótképviselő volt. 1948-ban az Újbirtokosok és Földhözjuttatottak Országos Szövetségének és a Földmunkások és Kisbirtokosok Országos Szövetségének egyik szervezője, 1948-tól országgyűlési képviselő, a SZÖVOSZ igazgatója. 1949 és 1971 között az Elnöki Tanács tagja, 1949 és 1963 között helyettes elnöke volt. Az 1950-es évek elején elvégezte a Gazdasági és Műszaki Akadémiát. A Dolgozó Parasztok és Földmunkások Országos Szövetsége országos központjában, az Élelmezésügyi Minisztériumban, majd a Földművelésügyi Minisztériumban töltött be különböző vezető tisztségeket. 1955-től 1967-ig a Halgazdasági Tröszt igazgatója, ezután nyugalomba vonulásáig, 1971-ig az Állami Gazdaságok Országos Központjának vezérigazgató-helyettese volt.